# Lesley Roy
Lesley Roy (née le 17 septembre 1986) est une auteure-compositrice-interprète originaire de Balbriggan à Dublin, en Irlande.

## Biographie
Lesley Roy a grandi à Balbriggan près de la capitale irlandaise Dublin. À l'âge de sept ans, elle commence à apprendre la guitare. À 15 ans, elle enregistre ses premières démos. En 2008, elle sort son premier album Unbeautiful sous le label Jive Records. Plus tard, elle se rend à New York en tant que compositrice, où elle a écrit des chansons pour des artistes tels que Adam Lambert, Jana Kramer, Medina et Deorro. Avec Deorro, elle a joué au Festival de Coachella. Elle vit à la fois en Irlande et aux États-Unis. Avec Jeff Johnson, elle a animé le podcast Pop Kitchen, dans lequel les deux parlent de musique Pop.
Le 5 mars 2020, le diffuseur irlandais Raidió Teilifís Éireann (RTÉ) annonce qu'elle représenterait l'Irlande au Concours Eurovision de la chanson 2020 avec la chanson Story of my life, qu'elle a écrite avec Robert Marvin, Catt Gravitt et Tom Shapiro à Nashville. Le concours est annulé le 18 mars 2020 en raison de la pandémie de Covid-19, cependant, le 17 décembre 2020, il est annoncé que Lesley Roy représentera l'Irlande pour l'édition 2021 avec sa chanson Maps,
Elle est mariée à sa femme américaine depuis décembre 2010.

## Discographie

### Albums
- 2008 : Unbeautiful

### Singles
- 2008 : Unbeautiful
- 2008 : I'm gone, I'm going
- 2020 : Story of my life
- 2021 : Maps